# Arrhenatherum longifolium
Arrhenatherum longifolium är en gräsart som först beskrevs av Jean Thore, och fick sitt nu gällande namn av Joseph Dulac. Arrhenatherum longifolium ingår i släktet knylhavren, och familjen gräs. Inga underarter finns listade i Catalogue of Life.